# 池田敏春
池田 敏春（いけだ としはる、1951年2月23日 - 2010年12月24日）は、日本の映画監督。山形県出身。

## 人物
1974年、早稲田大学第一文学部卒業。在学中から石原プロモーションにて助監督を務める。卒業後日活に入社。曽根中生などの助監督をしながら脚本を執筆する。同期入社には根岸吉太郎がいる。
1980年、『スケバンマフィア･肉刑･リンチ』にて監督デビューを果たし、1982年『天使のはらわた 赤い淫画』がきっかけで日活を退社しディレクターズ・カンパニーに参加する。『人魚伝説』はディレクターズカンパニーの第一作の作品で監督たちの手によって思いどおりの作品を作るという理想の作品として、当時の日本映画界を震撼させた。
1991年にディレクターズ・カンパニーを離れた後はフリーランスとして活動する。
2003年には東宝のTV特撮ドラマである『超星神シリーズ』においてレギュラー監督として参加する。その後は、『ハサミ男』、『秋深き』などを監督する。
2010年12月24日に三重県志摩市の知人宅を出た後連絡が取れなくなっていたが、同年12月26日に志摩市の大王埼灯台付近の海上で死後1日から2日経過した遺体が発見され、翌2011年1月28日に三重県警鳥羽署より遺体の身元が池田であると発表された。なお、この海岸は自身の作品『人魚伝説』（1984年、上記の通り日活を退社しての監督歴の転換点となった節目の映画であった）が撮影された場所でもあった。59歳没。

## 監督

### 映画
- スケバンマフィア 肉刑 リンチ（にっかつ、1980年3月1日）
- セックスハンター 性狩人（にっかつ、1980年10月22日）
- ひと夏の体験 青い珊瑚礁（にっかつ、1981年7月24日）
- 天使のはらわた 赤い淫画（にっかつ、1981年12月25日）
- 人魚伝説（ATG、1984年4月14日）
- 湯殿山麓呪い村（1984年5月26日）
- 魔性の香り（ディレクターズ・カンパニー、1985年12月27日）
- 死霊の罠（1988年5月14日）
- くれないものがたり（1992年6月16日）
- ちぎれた愛の殺人（1993年6月26日）
- MISTY（東宝＝国際放映＝ディレクターズ・カンパニー 、1991年5月3日） - 原作、脚本も担当
- 鍵（東映＝東北新社、1997年10月18日） - 脚本も担当
- いきすだま 生霊（トスカドメイン＝東映ビデオ、2001年6月23日)[4][5]
- ハサミ男（2004年3月19日）
- 秋深き（2008年11月8日）

### テレビ作品
- 夜に頬よせ -過去を抱いた女（1986年製作、1988年放送）フジテレビ
- 私がお見合いした野郎ども（1990年）カンテレ
- 土曜ワイド劇場広域捜査官楠錬三郎 北へ南へ(1) 鳴門海峡連続殺人！（2000年）テレビ朝日
- 超星神グランセイザー（2003年）テレビ東京
  - 第46話
- 幻星神ジャスティライザー（2004-2005年）テレビ東京
  - 第11、12、27、28、46、47話
- 超星艦隊セイザーX（2005-2006年）テレビ東京
  - 第8、10、21、22、23、31、32話

### オリジナルビデオ
- ねっけつ放課後クラブ第1巻、第3巻（1990年3月1日、ジャパンホームビデオ）
- ごきぶり商事痛快譚　愛の五億円ぶるーす（1991年2月5日、東北新社）
- 女囚さそり 殺人予告（1991年5月17日、東映ビデオ） - 脚本も担当
- 監禁逃亡 禁断の陵辱（1995年1月27日、東映ビデオ）
- XX シリーズ（東映ビデオ）
  - XX ダブルエックス 美しき獣（1995年9月8日） 　
  - XX ダブルエックス 美しき獲物（1996年1月12日）
  - Another XX ダブルエックス マトリの女（1998年5月15日）
- 監禁逃亡 シリーズ
  - 監禁逃亡 性奴隷（1997年6月27日、SEN=ジャパンホームビデオ）
  - 監禁逃亡 地獄に咲いた女（1999年5月28日、SEN=ジャパンホームビデオ）
- 無頼 人斬り五郎（1999年10月8日、東映ビデオ） - 脚本も担当
- 暴力商売（2001年4月13日、大映）
  - 暴力商売2（2001年7月13日、大映）
  - 暴力商売 金融餓狼伝（2002年2月8日、大映）
- 暴力商売 金融餓狼伝2（2002年4月12日、大映）
- 無間地獄 凶悪金融道（2003年1月10日、ジャパンホームビデオ） 
  - 無間地獄 凶悪金融道2（2003年3月14日、ジャパンホームビデオ）

## 脚本
- 女高生 天使のはらわた（日活、1978年7月22日）
- 触覚記 女教師 秘戯レッスン（ジャパンホームビデオ、1996年10月25日）
- 監禁逃亡 淫らな呪い（SEN=ジャパンホームビデオ、1997年2月28日）
- ブルージーンズ 誘惑の果実（SEN=ジャパンホームビデオ、1997年4月25日）

## 脚註
1. ↑  “映画監督が転落死か　三重・志摩の海で”. SANSPO.COM (産経デジタル). (2011年1月28日).  オリジナルの2011年1月31日時点におけるアーカイブ。 2021年4月1日閲覧。
2. ↑  “池田敏春監督、自殺か…三重の海上で昨年１２月発見”. スポーツ報知 (報知新聞社). (2011年1月26日).  オリジナルの2011年1月27日時点におけるアーカイブ。 2021年4月1日閲覧。
3. ↑  “映画監督の池田敏春さん、飛び降り自殺か”. YOMIURI ONLINE. (2011年1月28日).  オリジナルの2014年10月20日時点におけるアーカイブ。 2014年10月18日閲覧。
4. ↑  “エンターテイメント グー”. goo.  オリジナルの2002年5月22日時点におけるアーカイブ。 2022年7月17日閲覧。
5. ↑  “フォーリンTVジャパン”. フォーリンティブィ株式会社.  オリジナルの2001年7月1日時点におけるアーカイブ。 2024年2月25日閲覧。